# Pieter Claesen
Pieter Claesen (21 maart 1971) is een Belgisch schaker. In 1996 speelde hij mee in de Schaakolympiade te Jerevan en in 1998 werd hij internationaal FIDE meester.
- In 2002 speelde hij mee om het kampioenschap van België dat van 27 juli t/m 4 augustus in Geel gehouden werd. Alexandre Dgebuadze werd kampioen; Arthur Abolianin en Pieter Claesen deelden de tweede plaats.
- In 2003 deed hij mee met de wereld schaakolympiade en met het "Open van Leuven" waar hij op de zesde plaats eindigde. Winnaar van dit toernooi is grootmeester Eugenio Torre. Pieter Claesen is kampioen van Vlaams-Brabant.
- Van 2 t/m 10 juli 2005 werd in Aalst het kampioenschap van België bij de heren gespeeld dat door Alexandre Dgebuadze met 7 uit 9 gewonnen werd. Paul Motwani eindigde als tweede met 6½ punt terwijl Marc Dutreeuw met 5½ punt op de derde plaats eindigde. Pieter werd tiende met 4½ punt.